# فريدريك مارتن
فريدريك مارتن (بالإنجليزية: Frederick Martin)‏ (12 أكتوبر 1861 في المملكة المتحدة - 13 ديسمبر 1921) هو لاعب كريكت بريطاني (وحمل سابقاً جنسية المملكة المتحدة لبريطانيا العظمى وأيرلندا). شارك مع منتخب إنجلترا للكريكت. أما مع النوادي، فقد لعب مع Kent County Cricket Club ‏.

## وصلات خارجية
- فريدريك مارتن على موقع إي آس بي آن كريك إنفو (الإنجليزية)